# Umbertide
Umbertide ist eine Kleinstadt in der umbrischen Provinz Perugia in Italien mit 16.254 Einwohnern (Stand 31. Dezember 2023).

## Geografie
Die Gemeinde liegt am linken Flussufer des Tiber, in einer grünen Hügellandschaft, die von dem Bild der höchsten Erhebung der Gegend, des Berges Monte Acuto mit seinen 926 Metern dominiert wird. Die Stadt liegt 247 Meter über dem Meeresspiegel und die Fläche beträgt etwa 200 km². Der Ort liegt ca. 25 km nördlich der Provinz- und Regionalhauptstadt Perugia in der klimatischen Einordnung italienischer Gemeinden in der Zone E, 2 192 GG. Die Kirchen von Umbertide gehören zum Bistum Città di Castello und zum Erzbistum Perugia-Città della Pieve.
Zu den Ortsteilen gehören Badia di Montecorona, Bastia Creti, Borgo Baraglia (236 m), Calzolaro (273 m), Comunaglia (236 m), Galera, Molino Vitelli (270 m), Montecastelli (263 m), Monestevole, Niccone (249 m), Nestore, Pian d’Assino (241 m), Polgeto (429 m), Pierantonio (247 m), Preggio (613 m), Racchiusole, Romeggio, Ranchi, San Silvestro delle Arcelle, Spedalicchio (281 m) und Verna (260 m).
Die Nachbargemeinden sind Città di Castello, Cortona (AR), Gubbio, Lisciano Niccone, Magione, Montone, Passignano sul Trasimeno, Perugia und Pietralunga.

## Geschichte
Erstmals dokumentiert wurde der Ort 1189 als Fracta filiorum Uberti. Am 25. Januar 1863 wurde der Ortsname Fratta zu Umbertide geändert. Der Ort unterstand Perugia ab 1189, als Ugolino di Uguccione seine Ländereien Perugia schenkte. 1362 erhielt der Ort seine Statuten, die 1521 bestätigt wurden. Schwer beschädigt wurde der historische Ortskern in der Zeit der französischen Besetzung und im Zweiten Weltkrieg.

## Sehenswürdigkeiten

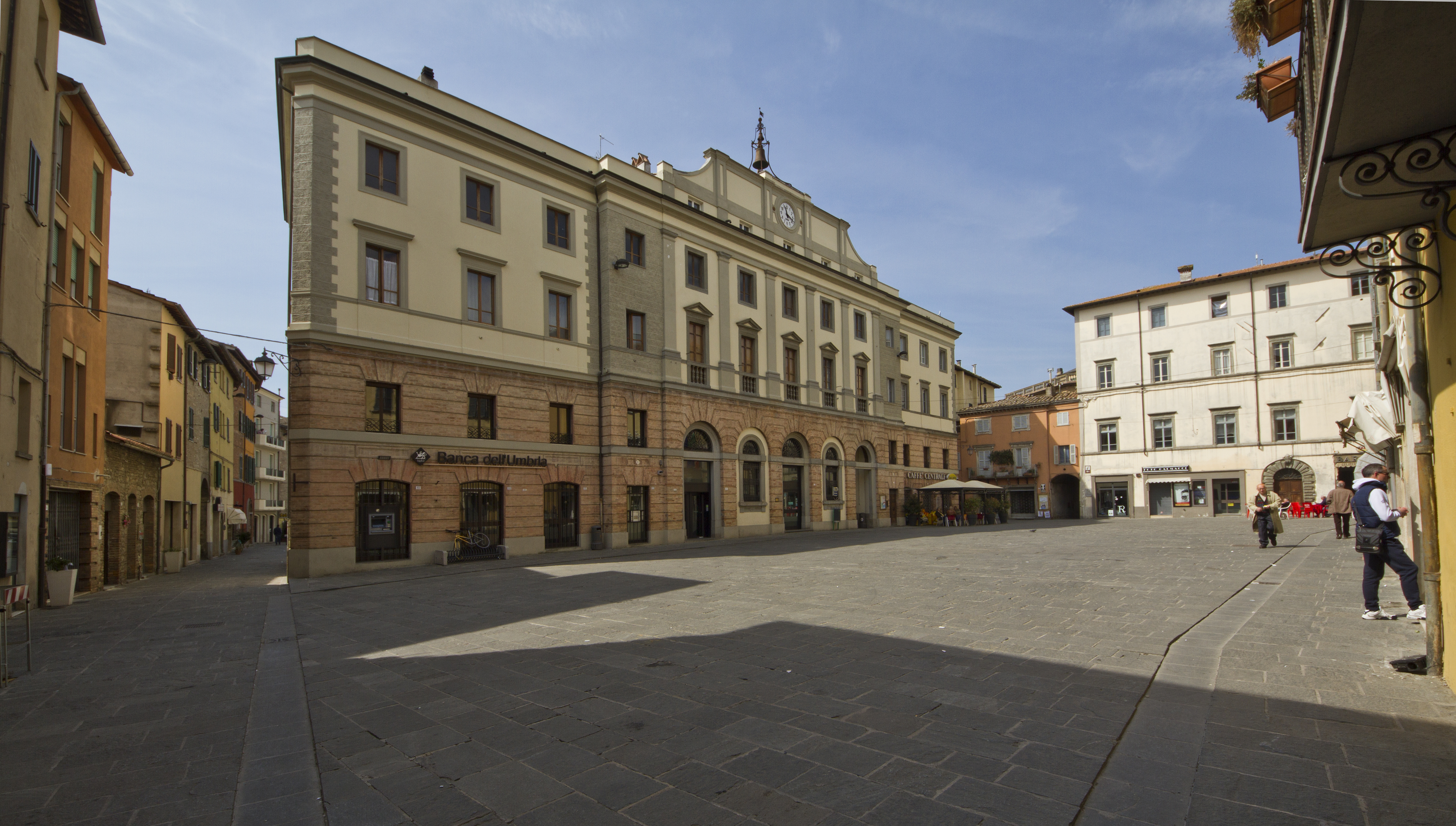
Piazza Giacomo Matteotti

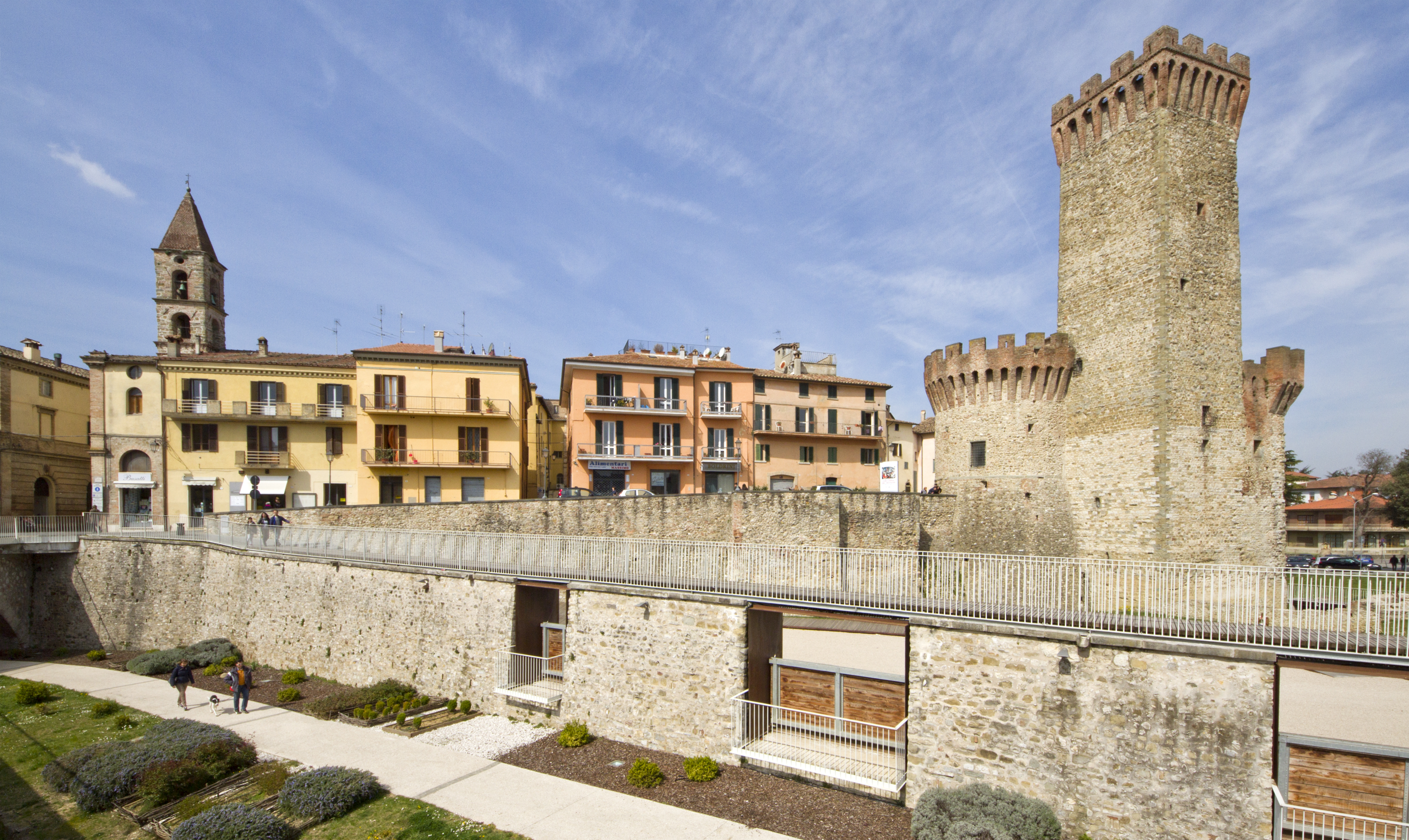
La Rocca, das ehemalige Gefängnis

- Santa Maria della Reggia, Kirche kurz außerhalb der Stadtmauer, ab 1559 entstanden. Enthält von Niccolò Circignani das Gemälde Trasfigurazione, 1578 datiert.[2]
- San Bernardino, ehemalige Kirche im Borgo inferiore, 1426 entstanden und 1768 restauriert.[2]
- Santa Croce, ehemalige Kirche im Borgo inferiore, 1610 entstanden. Ist heute ein Museum und enthält von Luca Signorelli das Werk Deposizione della Croce, 1516 entstanden.[2]
- San Francesco, Kirche im Borgo inferiore, 14. Jahrhundert.[2]
- Santa Maria della Pietà, Kirche nördlich des Ortskern, 1486 entstanden. Enthält Werke, die dem Pinturicchio zugeschrieben werden.[2]
- Abbazia di San Salvatore di Montecorona. Gegründet wurde das Kloster vom Heiligen Romuald als Kamaldulenserabtei um 1008. Die dreischiffige Kirche wurde in den siebziger Jahren des vorigen Jahrhunderts restauriert. Im erhöhten Chorraum steht ein Ziborium aus dem 8. Jahrhundert. Eigentlich eine „Unterkirche“ ist die fünfschiffige Krypta, für deren Säulen und Kapitelle antikes und frühmittelalterliches Baumaterial verwendet wurde.
- Santi Cassiano e Ippolito, Kirche an der Straße nach Verna, die erstmals 1126 in einem Dokument von Papst Honorius II. erwähnt wurde.[6]
- San Pietro, Kirche im Ortsteil Montecastelli, die von 1890 bis 1897 entstand.[7]
- Madonna del Sasso, Kirche in Polgeto, 12. Jahrhundert.[8]
- San Bartolomeo dei Fossi, heutige Kirchenruine an der Straße nach Preggio, die um 1350 entstand.[9]
- Madonna delle Grazie, Kirche im Ortsteil Preggio, 15. Jahrhundert.[10]
- Santissima Trinità in San Francesco, Kirche im Ortsteil Preggio, 12. Jahrhundert, erstmals 1163 als Canonica S.S. Trinità de Pejo erwähnt.[11]

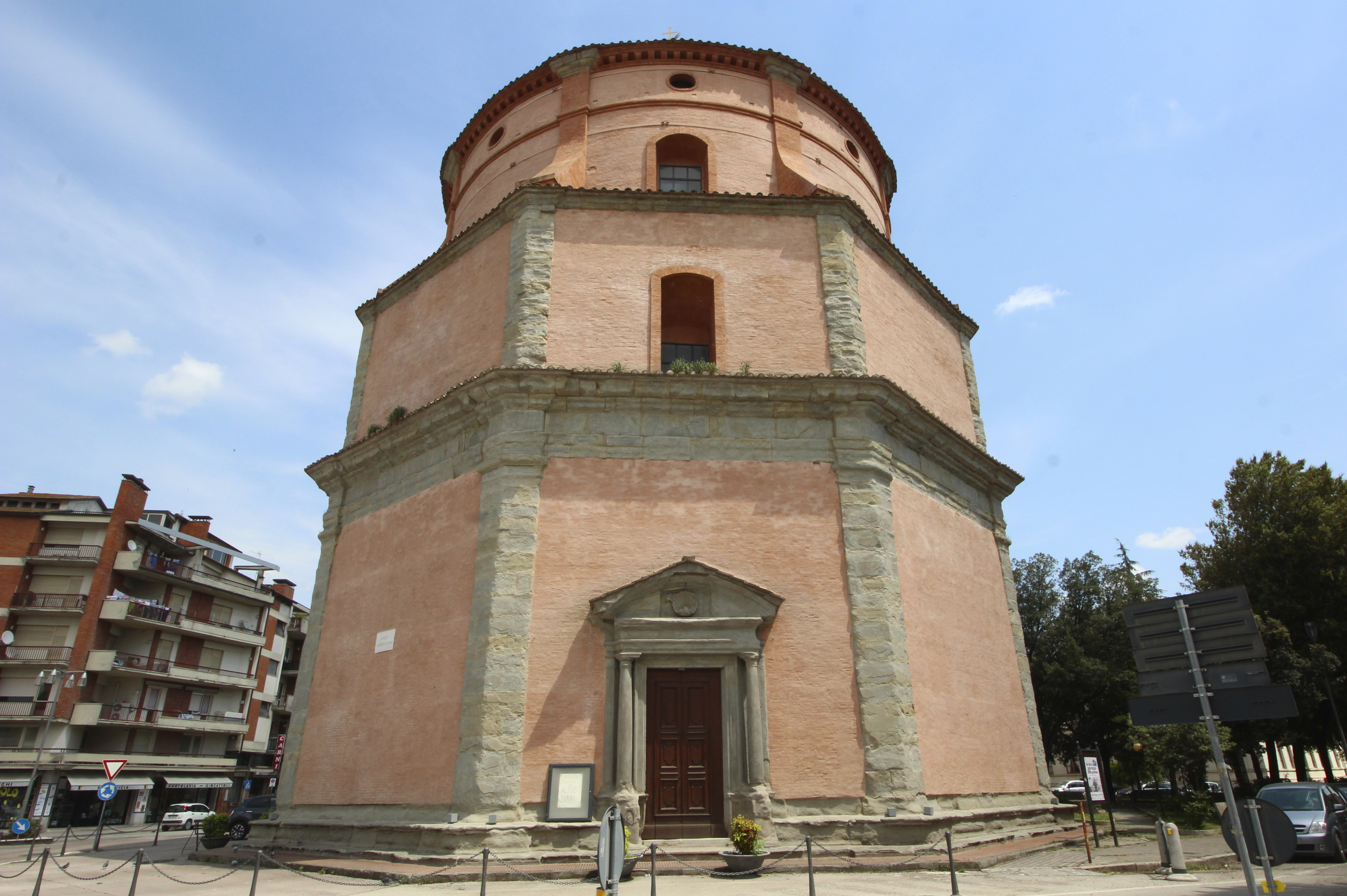
Santa Maria della Reggia
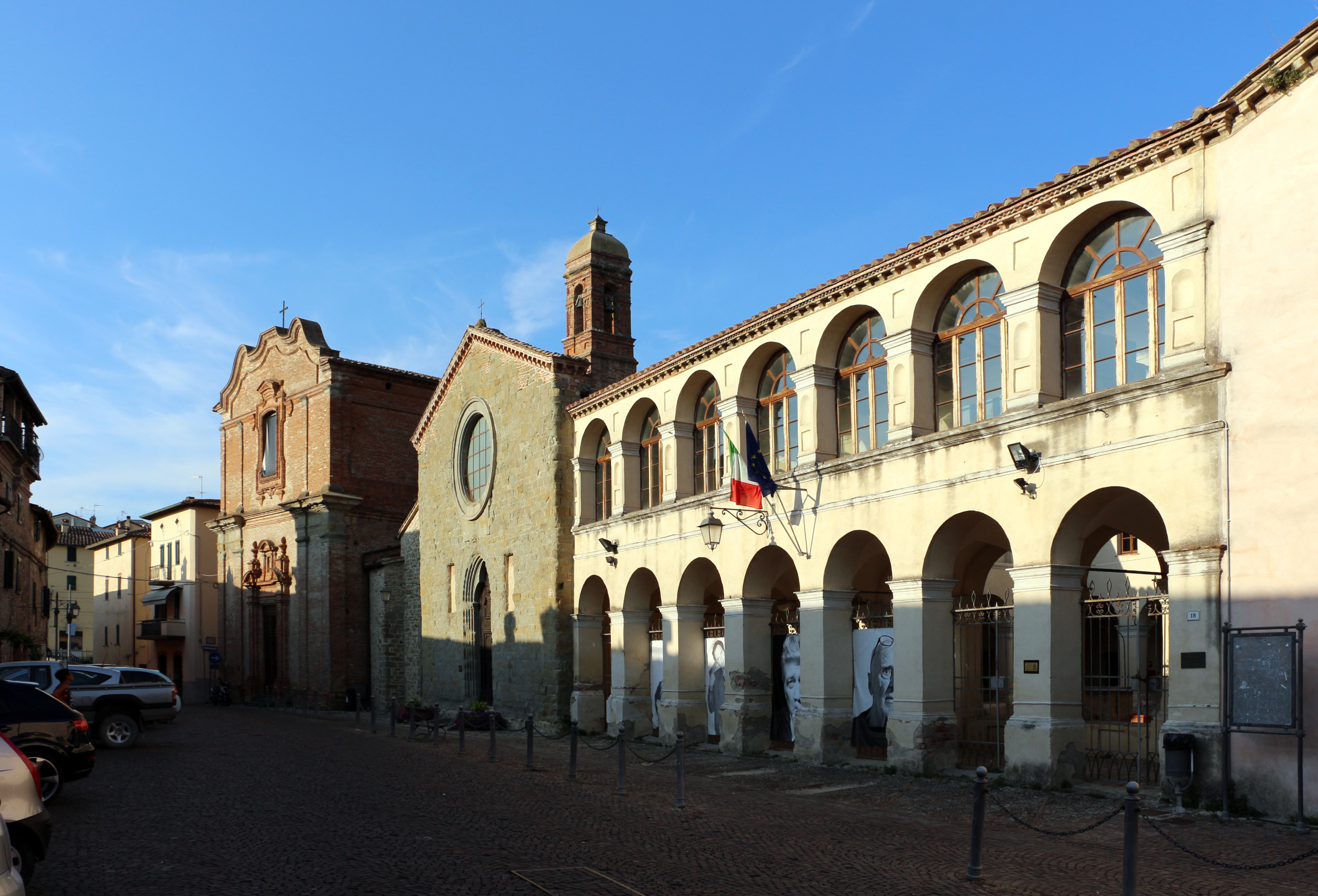
Santa Croce und San Francesco
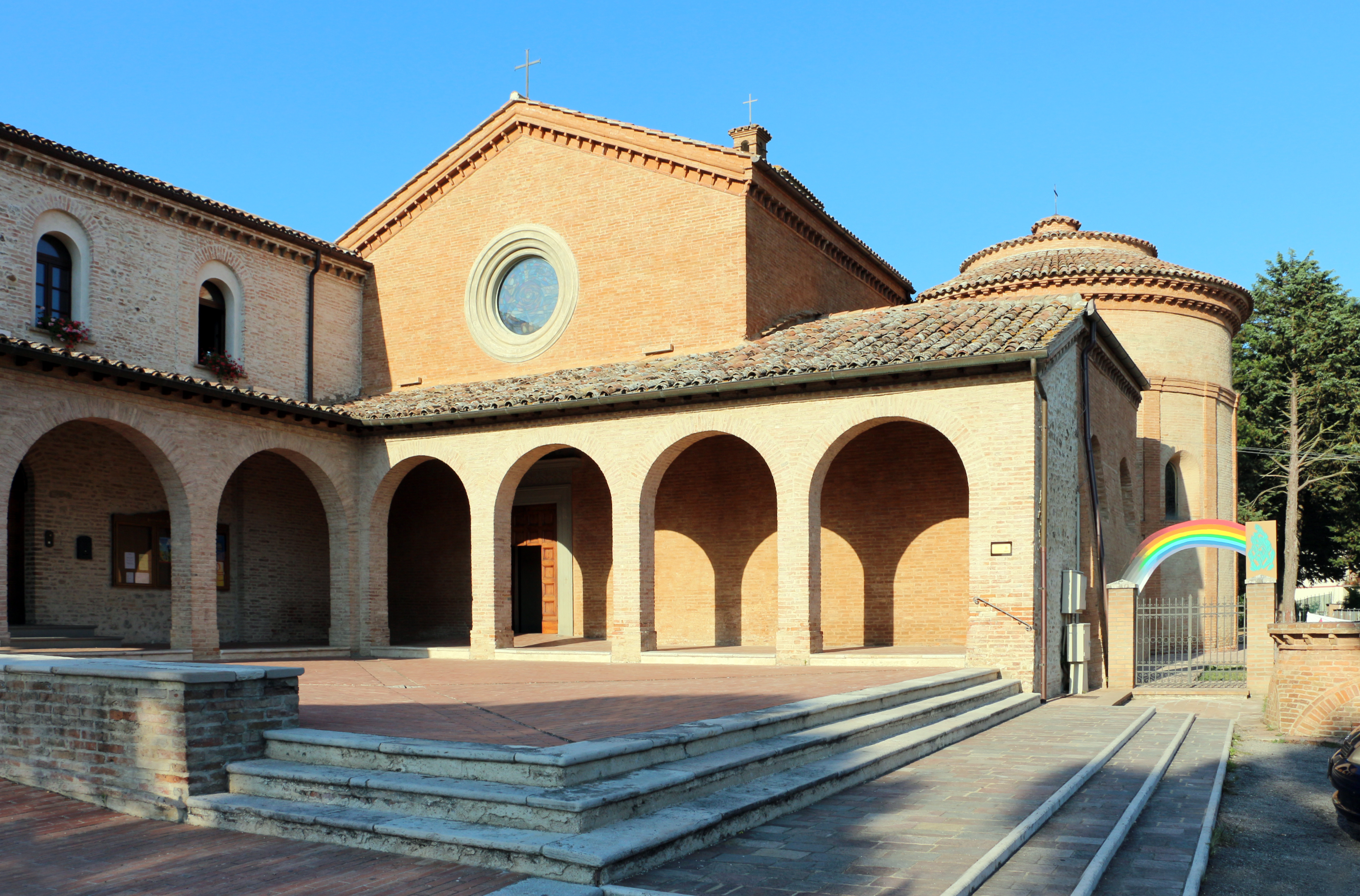
Santa Maria della Pietà
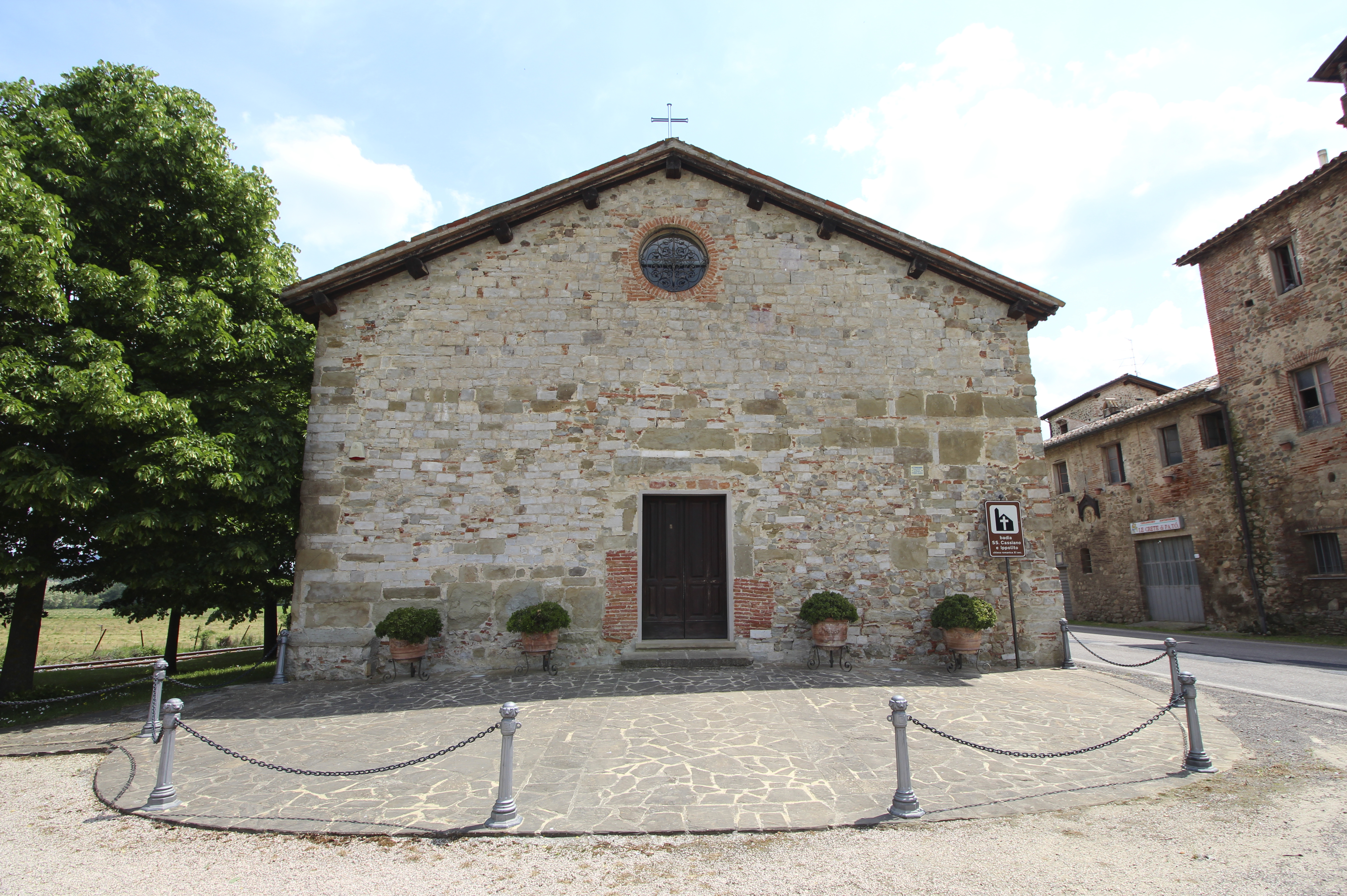
Santi Cassiano e Ippolito
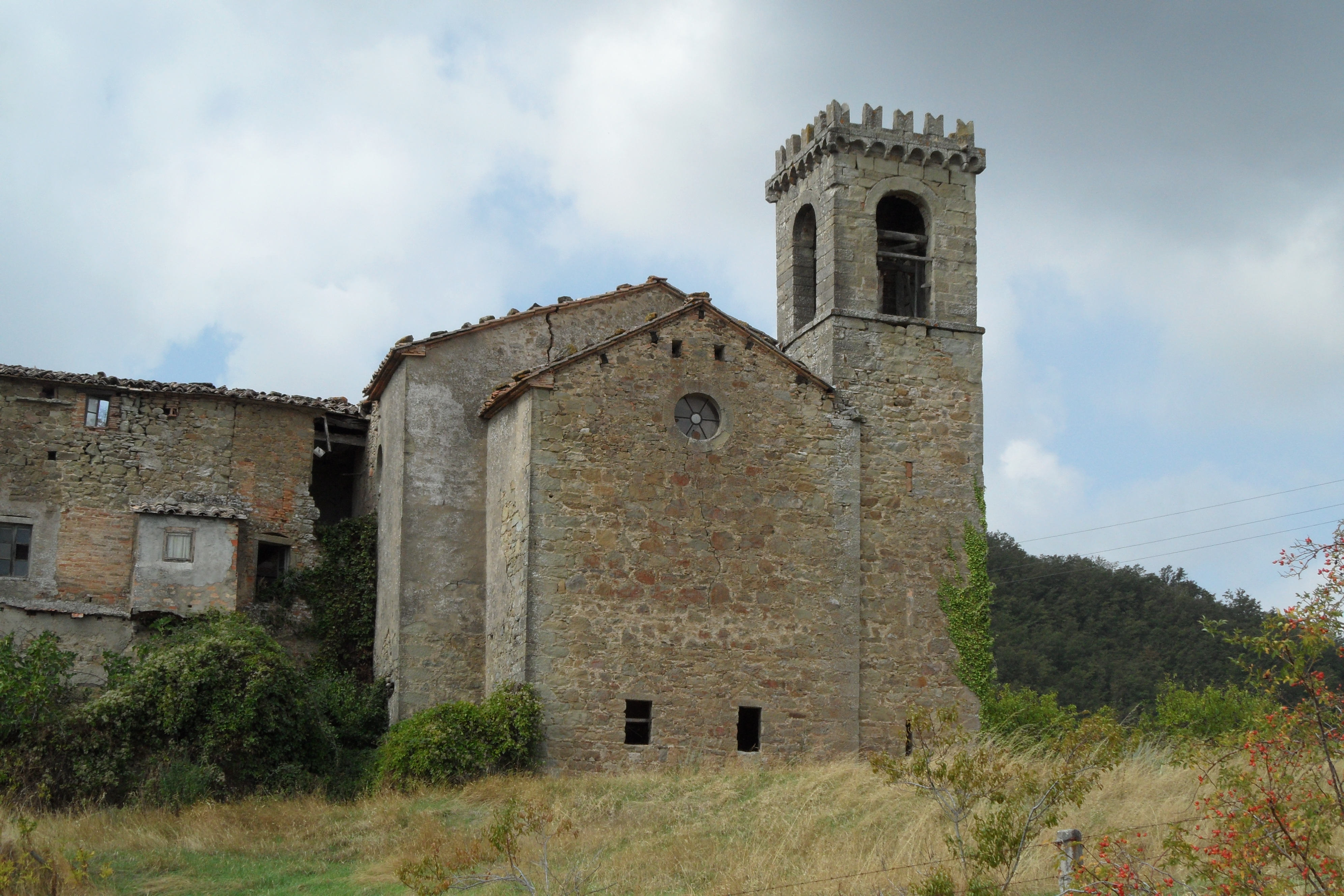
San Bartolomeo dei Fossi

## Wirtschaft
Die Ökonomie der Kommune von Umbertide ist traditionell und beruht auf den Erträgen aus der Landwirtschaft (Produktion von Olivenöl, Wein, Getreide, Tabak und auf der Rinder- und Schweinezucht); aber heute sichern auch die hier angesiedelten Industrieniederlassungen (in den Bereichen: Textilien, Metall- und Maschinenbau, Lebensmittel und Baustoffe), die lokalen Handwerksbetriebe (im Bereich Keramikherstellung und Holzverarbeitung) und der Fremdenverkehr dem Gebiet beachtliche Ressourcen.

## Söhne und Töchter der Stadt
- Pietro Bottaccioli (1928–2017), Bischof von Gubbio
- Giovanni Costello (* 1966), Sänger, Pianist und Komponist
- Alessandro Alunni Bravi (* 1974), Jurist und Manager
- Valentina Lodovini (* 1978), Film- und Fernsehschauspielerin
- Francesco Magnanelli (* 1984), Fußballspieler
- Giovanni Faloci (* 1985), Leichtathlet